# Rosalyn Yalow
Rosalyn Sussman Yalow, ameriška fizičarka, nobelovka, * 19. julij 1921, New York, New York, ZDA, † 30. maj 2011, Bronx, New York.
Rosalyn Yalow je znana predvsem po svojem delu na področju medicinske fizike. Za svojo vlogo pri razvoju radioimunskega testa (RIA) je leta 1977 prejela polovico Nobelove nagrade za fiziologijo ali medicino (drugo polovico sta si razdelila Roger Guillemin in Andrew V. Schally), kot druga ženska v zgodovini podeljevanja te nagrade.

## Življenje in delo
Diplomirala je na Hunterjevem kolidžu Mestne univerze New Yorka. Šolala se je v času, ko so bile naravoslovne znanosti skoraj izključno moška domena, vendar je dobila mesto asistentke fizike na Univerzi Illinoisa, saj je zaradi 2. svetovne vojne univerzam primanjkovalo kadra. V pripravah na delo se je udeležila dveh vladno sponzoriranih tečajev fizike na Univerzi v New Yorku. Kljub odhodu mnogih mladih moških v vojno je bila edina ženska na oddelku za fiziko in prva, ki je po letu 1917 tam študirala fiziko. V času doktorskega študija se je poročila s sošolcem Aaronom Yalowom in leta 1945 doktorirala.
Po doktoratu je kratek čas delala kot inženirka, kmalu pa se je vrnila na Hunterjev kolidž kot predavateljica fizike vojnim veteranom. Leta 1947 je postala svetovalka v bolnišnici ameriške veteranske administracije v Bronxu, kjer so se ukvarjali z uporabo radioaktivnosti v medicini. Leta 1950 se je skupini pridružil Solomon Berson, s katerim je kasneje sodelovala pri najpomembnejših odkritjih. Razvila sta radioimunski test, tehniko uporabe radioaktivnih sledilcev za merjenje komaj zaznavnih količin biološko aktivnih snovi v organizmu. Kmalu sta jo uporabila za raziskavo mehanizma diabetesa tipa II in ugotovila, da je vzrok za ta tip bolezni odpornost proti insulinu zaradi tvorbe protiteles. Kmalu je postalo jasno, da je tehnika uporabna za merjenje količine stotin drugih snovi, od hormonov, encimov in zdravilnih učinkovin do virusov, a je Yalowova in Berson kljub velikemu potencialu za trženje nista želela patentirati.
Leta 1968 je postala vodja oddelka za radioizotope, leta 1969 vodja referenčnega laboratorija za radioimunske teste in leta 1970 vodja službe za jedrsko medicino. Po združitvi bolnišnice ameriške veteranske administracije z učno bolnišnico Mount Sinai je postala predavateljica na tamkajšnji medicinski fakulteti, poleg tega pa je predavala tudi na nekaterih drugih inštitucijah.
Po upokojitvi leta 1991 se je ukvarjala predvsem s promocijo znanosti in spodbujanjem enakih možnosti za ženske v znanosti. Umrla je 30. maja 2011 v Bronxu, kjer je preživela večino svojega življenja.

## Priznanja
Radioimunski test se je v letih po odkritju izkazal za izjemno uporabnega v medicini in Rosalyn Yalow je prejela več nagrad. Solomon Berson je umrl že leta 1972, zato nista mogla deliti večine priznanj. Leta 1975 je prejela nagrado za znanstvene dosežke Ameriškega medicinskega združenja, leta 1976 kot prva ženska v zgodovini podeljevanja Laskerjevo nagrado za temeljne medicinske raziskave, naslednje leto kot druga ženska (po Gerty Cori) Nobelovo nagrado za fiziologijo ali medicino in leta 1988 nacionalno medaljo znanosti.
Izvoljena je bila tudi za članico več akademskih ustanov, med njimi Nacionalne akademije umetnosti in znanosti in Nacionalne akademije znanosti, ter prejela častne doktorate številnih univerz.